# Huis van Busaid
Het Huis van Busaid is de huidige heersende dynastie in het sultanaat Oman, waar zij sinds ongeveer 1749 regeert. In het verleden regeerden zij ook over het Omaans Rijk (1744-1856), het Sultanaat Muscat en Oman (1856-1970) en over het Sultanaat Zanzibar (1856-1964). 
De dynastie werd in 1744 gesticht door Ahmad bin Said Al Busaidi en wordt momenteel geleid door Haitham bin Tariq Al Said.